# Изотов, Александр Александрович
Алекса́ндр Алекса́ндрович Изо́тов (1907—1988) — советский геодезист, заслуженный деятель науки и техники РСФСР, почётный член Всесоюзного астрономо-геодезического общества при АН СССР, доктор технических наук, профессор. Член ВКП(б) с 1944 года.
Ученик Ф. Н. Красовского, осуществивший под руководством Красовского работу по определению фигуры Земли. Изотов вывел параметры эллипсоида Красовского. После смерти Красовского в 1948 году он продолжил его работы.

## Биография
Родился 13 (26 августа) 1907 года в деревне Абляскино (ныне Нурлатский район, Татарстан) в бедной чувашской семье. Окончил Казанский чувашский педагогический техникум, с 1928 года пошёл учиться в МИИГАиК. В 1936 году защитил кандидатскую диссертацию на тему «Оценка точности триангуляции» и издал по результатам диссертации книгу. Его формулы и определения вошли во все учебники по геодезии.
В дальнейшем занимался высшей геодезией, получил учёную степень доктора технических наук, работал профессором в МИИГАиК.
В последние годы Изотов работал заместителем директора по научной работе в ЦНИИГАиК (Центральный НИИ геодезии, аэрофотосъёмки и картографии) в лаборатории космической геодезии.
Редактор-консультант второго и третьего изданий Большой советской энциклопедии, член редколлегии ряда научных журналов.
Умер в 1988 году в Москве. Похоронен на Митинском кладбище.

## Награды и премии
- Заслуженный деятель науки и техники РСФСР
- Сталинская премия II степени (1952) — за исследования по установлению форм и размеров Земли
- орден Трудового Красного Знамени
- орден «Знак Почёта»
- медали
- звание «Почётный геодезист»